# Dieter Serfas
Dieter Serfas (* 1946 in Hof) ist ein deutscher Rock- und Fusionmusiker (Schlagzeug), der auch als Bildhauer tätig ist.

## Leben und Wirken
Serfas spielte als Jugendlicher in Hof mit Christian Burchard, mit dem er Mitte der 1960er Jahre auch Mal Waldron begleitete. 1968 zog er zum Studium nach München, wo er kurzzeitig zu Amon Düül gehörte. Von Beginn an war er Mitglied von Amon Düül II, an deren Debütalbum Phallus Dei (1969) er ebenso wie an weiteren Aufnahmen beteiligt war. Zudem nahm er an den Eruption-Sessions teil. 
Als Journalist war Serfas ab 1970 fast 20 Jahre für die Lokalredaktion der Frankenpost in Hof tätig. Seit 1989 spielte er immer wieder mit Embryo und ist auch an diversen Alben der Band beteiligt. 1995 gründete er mit lokalen Musikern aus Hof die kurzlebige Band Dounia. Unter eigenem Namen legte er 1997 das Album Ear-Trance-Port bei ATM Records vor. Er ist auch auf Alben von Missus Beastly, Chris Karrer und Ernst Fuchs zu hören.
1994 gründete Serfas sein Atelier in Hersbruck, um als Recycling-Künstler zu wirken.